# Francisco Barreiro
Francisco Barreiro Barciela (Galícia, ? - Madrid, 21 de gener de 1942) va ser un polític comunista de Galícia i guerriller antifranquista, executat víctima de la repressió de la dictadura franquista.
Al juliol de 1936, una vegada havia triomfat a Galícia el cop d'estat del 18 de juliol, va ser un dels primers que va organitzar les guerrilles antifranquistes a les muntanyes de Galícia. El 1941 era secretari del Partit Comunista d'Espanya (PCE) a Vigo i membre de la direcció central del partit que es trobava a Madrid a la fi d'aquest any. Després de la detenció de bona part de la direcció del PCE a Portugal i l'extradició dels seus membres per la policia salazarista, Francisco Barreiro va ser arrestat el setembre de 1941 a Madrid. Després d'un consell de guerra va ser condemnat a mort i executat el 21 de gener 1942 a Madrid juntament amb Isidoro Diéguez Dueñas, Jesús Larrañaga Churruca, Manuel Asarta Imaz, Joaquín Valverde, Jesús Gago, Jaume Girabau i Eladio Rodríguez González.